# Magnus Bärtås
Ulf Magnus Bärtås, född 24 maj 1962 i Jönköping, är en svensk konstnär, filmare och författare. 
Magnus Bärtås växte upp i Småland, bland annat i Ljungby. Han gick forskarutbildning från 2004 och disputerade 2010 på Konsthögskolan Valand på avhandlingen You Told Me – verkberättelser och videoessäer.
Bärtås blev professor i fri konst på Konstfack 2008.
Han deltog på Venedigbiennalen 2015 med videoverket Miraklet i Tensta (Theoria) i utställningen 1st research pavillon.
Bärtås finns representerad vid Norrköpings konstmuseum.